# Macropiratinae
Macropiratinae là một phân họ bướm đêm trong họ Pterophoridae, mặc dù một số tác giả xem nó như là một họ Macropiratidae. Họ này chỉ có một chi Agdistopis với 3 loài.

## Các loài
- Agdistopis halieutica (Meyrick, 1932) (có ở Fiji, phía tây đến New Guinea và Úc)
- Agdistopis sinhala Fletcher, 1909 (châu Á)
- Agdistopis griveaudi Gibeaux, 1982 (Madagascar)